# استنلی کورن
استنلی کورن (انگلیسی: Stanley Coren؛ زادهٔ ۱۹ نوامبر ۱۹۴۲) روان‌شناس، و نویسنده اهل ایالات متحده آمریکا است. او محقق و نویسنده عصب روان‌شناسی در زمینه هوش، توانایی‌های ذهنی و تاریخچه سگ است.